# Marco Velo
Marco Velo (Brescia, 9 maart 1974) is een voormalig Italiaans wielrenner.

## Carrière
De in Brescia geboren Velo was professioneel wielrenner van 1995 tot 2010. Velo kon een goede tijdrit rijden en kwam ook bergop redelijk mee. Zo won hij in zijn eerste jaren als professional een aantal wedstrijden, zoals een etappe in de Ronde van Trentino, de Grote Prijs Wilhelm Tell en de GP Llodio. In 2001 werd hij elfde in de Ronde van Italië, maar tijdens het Italiaans kampioenschap later dat jaar werd hij betrapt op het gebruik van doping. Toch kreeg Velo na zijn schorsing een nieuw contract bij Fassa Bortolo. Hier was hij sindsdien een van de vaste schakels in de 'trein' die Alessandro Petacchi naar vele sprintzeges heeft geloodst.
In 2009 werd Velo naar Quick·Step gehaald om daar Tom Boonen aan sprintzeges te helpen. Eind 2010 zette hij een punt achter zijn carrière, waarna hij bij Quick·Step in dienst bleef als ploegleider.
Na zijn actieve carrière als wielrenner werd Velo ploegleider. Na eerst bondscoach van de Italiaanse dames geworden te zijn, combineert hij dat sinds februari 2025 met het bondscoachschap van de Italiaanse heren beroepsrenners. 

## Belangrijkste overwinningen
1997
- etappe in de Ronde van Trentino

1998
- Grand Prix Willem Tell

1998
- Italiaans kampioen tijdrijden, Elite
- Florence-Pistoia

1999
- GP Llodio
- Italiaans kampioen tijdrijden, Elite
- Florence-Pistoia

2000
- Italiaans kampioen tijdrijden, Elite

## Resultaten in voornaamste wedstrijden
| Jaar | Ronde van Italië | Ronde van Frankrijk | Ronde van Spanje |
| ---- | ---------------- | ------------------- | ---------------- |
| 1996 | 81e              |                     |                  |
| 1997 | 30e              |                     |                  |
| 1998 | 20e              |                     |                  |
| 1999 |                  |                     |                  |
| 2000 | opgave           | 39e                 |                  |
| 2001 | 11e              |                     |                  |
| 2002 |                  | 54e                 | 57e              |
| 2003 | 21e              | opgave              |                  |
| 2004 | 101e             | opgave              | 114e             |
| 2005 | 103e             |                     | opgave           |
| 2006 |                  | 98e                 | 118e             |
| 2007 |                  |                     | 117e             |
| 2008 | 87e              | 44e                 |                  |
| 2009 |                  |                     | 93e              |
| 2010 | 108e             |                     |                  |

| Jaar | Milaan-San Remo | Gent-Wevelgem | Ronde van Vlaanderen | Amstel Gold Race | Luik-Bast.‑Luik | Ronde van Lombardije | Waalse Pijl |  | WK op de weg |  | Wereldranglijsten |
| ---- | --------------- | ------------- | -------------------- | ---------------- | --------------- | -------------------- | ----------- |  | ------------ |  | ----------------- |
| 1996 |                 |               |                      |                  |                 |                      | 90e         |  |              |  |                   |
| 1997 | 92e             |               |                      |                  |                 |                      | 91e         |  |              |  |                   |
| 1998 | 57e             |               |                      | 23e              | 28e             | 11e                  | 23e         |  |              |  |                   |
| 1999 | 105e            |               |                      | 10e              | 13e             | 8e                   | 7e          |  | 21e          |  |                   |
| 2000 | 142e            |               |                      | 16e              | 19e             |                      | 15e         |  |              |  |                   |
| 2001 | 24e             |               |                      |                  | 87e             |                      | 38e         |  |              |  |                   |
| 2002 |                 |               |                      |                  | 81e             |                      | 101e        |  |              |  |                   |
| 2003 |                 |               |                      |                  |                 |                      |             |  |              |  |                   |
| 2004 | 62e             |               |                      |                  |                 |                      |             |  |              |  |                   |
| 2005 | 45e             |               |                      |                  |                 |                      |             |  | 63e          |  |                   |
| 2006 | 103e            | 39e           | 47e                  |                  |                 |                      |             |  |              |  |                   |
| 2007 | 37e             |               |                      |                  |                 | 68e                  |             |  |              |  |                   |
| 2008 | 78e             |               |                      |                  |                 |                      |             |  |              |  |                   |
| 2009 | 86e             | 57e           |                      |                  |                 | 113e                 |             |  |              |  | 263e (UWK)        |
| 2010 | 107e            |               |                      |                  |                 | opgave               |             |  |              |  |                   |